# Уч-Дёбё
Уч-Дёбё (Уч-Дебе, кирг. Үч-Дөбө) — село (айыл) в южном Кыргызстане, в Баткенском районе Баткенской области. Входит в состав айылного аймака Ак-Татыр. Ранее входило в состав Аксайского айылного аймака.
Население — 2345 чел. (2022).